# كريستوفر بي. أندرسون
كريستوفر بي. أندرسون (بالإنجليزية: Christopher B. Anderson)‏ هو عالم بيئة أمريكي، ولد في 31 ديسمبر 1976.